# Ehrwalder Sonnenspitze
Ehrwalder Sonnenspitze är en bergstopp i Österrike. Den ligger i distriktet Imst och förbundslandet Tyrolen, i den västra delen av landet, 400 km väster om huvudstaden Wien. Toppen på Sonnenspitze är 2 417 meter över havet, eller 402 meter över den omgivande terrängen. Bredden vid basen är 0,93 km. Sonnenspitze ingår i Mieminger Gebirge.
Terrängen runt Sonnenspitze är huvudsakligen bergig. Närmaste större samhälle är Telfs, 12,9 km sydost om Sonnenspitze. 
I omgivningarna runt Sonnenspitze växer i huvudsak barrskog. Runt Sonnenspitze är det ganska glesbefolkat, med 34 invånare per kvadratkilometer.